# 约翰·威尔克斯
约翰·威尔克斯 FRS （1725年10月17日—1797年12月26日）是一名英国激进主义记者和政治家。他于1757年第一次当选英国国会议员，随后提出多项议案，曾公开批评国王，一度被囚禁，抗议囚禁他的支持者在1768年的圣乔治菲尔兹大屠杀中被镇压。1776年，他在英国议会提出了第一个议会改革法案。
美國獨立戰爭期间，他是美国方的支持者，在美国爱国者中颇有威望。1780年他指挥民兵部队镇压了伦敦的戈登暴动，引发他的支持者不满，最终于1790年大选中失去了米德尔塞克斯選區席位。65岁时，威尔克斯宣布退出政坛，没有参与法国大革命后的社会改革，例如1790年代的天主教解放运动。